# Tournoi de beach-volley d'Athènes
Le tournoi de beach-volley d'Athènes est l'une des manches à avoir été inscrite au calendrier du FIVB Beach Volley World Tour, le circuit professionnel mondial de beach-volley sous l'égide de la Fédération internationale de volley-ball.
La compétition se tient en 2004 et en 2005 dans la ville grecque de Phalère (Fáliro) qui se situe dans la banlieue d'Athènes. Les épreuves messieurs et dames y sont disputées.

## Éditions
| # | Année | Date messieurs         | Date dames             | Catégorie       | Site                                            | Diffuseur TV      |
| - | ----- | ---------------------- | ---------------------- | --------------- | ----------------------------------------------- | ----------------- |
| 1 | 2004  | 14 au 25 août          | 14 au 24 août          | Jeux olympiques | Complexe olympique de la zone côtière de Fáliro | Diffuseurs des JO |
| 2 | 2005  | 31 août au 4 septembre | 30 août au 3 septembre | Tournoi open    | Complexe olympique de la zone côtière de Fáliro | ERT               |

## Palmarès

### Messieurs
| Année | Vainqueurs                     | Finalistes                    | Troisième place                          |
| ----- | ------------------------------ | ----------------------------- | ---------------------------------------- |
| 2004  | Emanuel Rego et Ricardo Santos | Javier Bosma et Pablo Herrera | Patrick Heuscher et Stefan Kobel         |
| 2005  | Emanuel Rego et Ricardo Santos | Martin Laciga et Markus Egger | Benjamin Insfran et Harley Marques Silva |

### Dames
| Année | Vainqueurs                                        | Finalistes                                    | Troisième place               |
| ----- | ------------------------------------------------- | --------------------------------------------- | ----------------------------- |
| 2004  | Misty May-Treanor et Kerri Walsh                  | Shelda Bede et Adriana Behar                  | Elaine Youngs et Holly McPeak |
| 2005  | Talita Antunes da Rocha et Renata Martins Ribeiro | Larissa França et Juliana Felisberta da Silva | Shelda Bede et Adriana Behar  |

## Tableau des médailles

### Messieurs
| Nation  | Or | Argent | Bronze | Total |
| ------- | -- | ------ | ------ | ----- |
| Brésil  | 2  | -      | 1      | 3     |
| Suisse  | -  | 1      | 1      | 2     |
| Espagne | -  | -      | 1      | 1     |

### Dames
| Nation     | Or | Argent | Bronze | Total |
| ---------- | -- | ------ | ------ | ----- |
| Brésil     | 1  | 2      | 1      | 4     |
| États-Unis | 1  | -      | 1      | 2     |